# Österreichisches Sattlermuseum

Werkstatt (Ausschnitt)

Das Österreichische Sattlermuseum befindet sich in der Ipfmühlstraße 15 in der Gemeinde Hofkirchen im Traunkreis im Bezirk Linz-Land in Oberösterreich.

## Beschreibung
Das Sattlermuseum wurde im Jahr 2005 von Josef Wieser gegründet. 2013 übernahm der Verein Freunde des Österreichischen Sattlermuseums und des Lederhandwerks die Leitung des Museums.
Die Dauerausstellung und die originalgetreue Werkstätte, wie sie Anfang des 20. Jahrhunderts in der Region üblich war, zeigen das Leben der Sattler in der Region. Das Museum ist im Haus des letzten Sattlers im Ort Hofkirchen im Traunkreis untergebracht.
Die Sammlung umfasst folgende Schwerpunkte wie z. B. Werkzeuge und Einrichtungsgegenstände einer Sattlerwerkstatt, eine umfassende Fachbibliothek sowie eine Foto- und Dokumentensammlung zum Sattlerhandwerk.